# Celastrol
Celastrol (tripterina) es un compuesto químico aislado de los extractos de raíz de Tripterygium wilfordii y Celastrus regelii. Celastrol es un triterpenoide pentacíclico  y pertenece a la familia de metiluros de quinona.
En in vitro e in vivo en experimentos con animales, celastrol exhibe antioxidante,  antiinflamatorio, contra el cáncer, e actividades insecticidas.  Sus efectos en los seres humanos no se han estudiado clínicamente.